# Primera División de Macedonia 2013-14
La Primera División de Macedonia 2013-2014 fue la edición número 22 del torneo en el fútbol de Macedonia. La temporada comenzó el 4 de agosto de 2013 y terminó el 18 de mayo de 2014. El campeón fue Rabotnički Skopje obteniendo su cuarto título, después de seis años sin conseguir uno en el torneo.

## Sistema de campeonato
Se disputaron 33 fechas enfrentándose todos los equipos, al final quien acumuló más puntos en la temporada finalizó campeón y obtuvo cupo a la Segunda ronda previa de Liga de Campeones de la UEFA 2014-15, el segundo y tercero obtuvieron un cupo a la Primera ronda previa de la Liga Europa de la UEFA 2014-15. Los últimos cuatro equipos de la clasificación descienden a la Segunda División.
Un tercer cupo para la Primera ronda previa de la Liga Europa de la UEFA 2014-15 fue asignado al campeón de la Copa de Macedonia 2013-14

## Datos de los clubes
| Club          | Ciudad    | Estadio                  | Capacidad |
| ------------- | --------- | ------------------------ | --------- |
| Bregalnica    | Štip      | Gradski stadion Štip     | 4,000     |
| Gorno Lisiče  | Skopje    | Stadion Gorno Lisiče1    | 1,500     |
| Gostivar      | Gostivar  | Gradski stadion Gostivar | 1,000     |
| Makedonija GP | Skopje    | Stadion Gjorče Petrov    | 3.000     |
| Metalurg      | Skopje    | Stadion Železarnica      | 3.000     |
| Napredok      | Kičevo    | Gradski stadion Kičevo   | 5.000     |
| Pelister      | Bitola    | Stadion Tumbe Kafe       | 8.000     |
| Rabotnički    | Skopje    | Philip II Arena          | 33.460    |
| Renova        | Džepčište | Gradski stadion Tetovo   | 15.000    |
| Shkëndija     | Tetovo    | Gradski stadion Tetovo   | 15.000    |
| Turnovo       | Turnovo   | Stadion Kukuš            | 1.500     |
| Vardar        | Skopje    | Filip II Arena           | 33.460    |

### Ascensos y descensos
| Pos. | Ascendidos de Segunda 2012-13 |
| ---- | ----------------------------- |
| 1    | Makedonija GP                 |
| 2    | Gostivar                      |
| 4    | Gorno Lisiche                 |

| Pos. | Descendido de Primera 2012-13 |
| ---- | ----------------------------- |
| 9    | Drita                         |
| 11   | Teteks                        |
| 12   | Sileks                        |

## Clasificación
| Pos. | Equipo           | Pts. | PJ | G  | E  | P  | GF | GC | Dif. | Clasificación y descenso 2014–15             |
| ---- | ---------------- | ---- | -- | -- | -- | -- | -- | -- | ---- | -------------------------------------------- |
| 1    | Rabotnichki (C)  | 62   | 33 | 18 | 8  | 7  | 66 | 35 | +31  | Segunda rimera ronda de la Liga de Campeones |
| 2    | Turnovo          | 60   | 33 | 18 | 6  | 9  | 61 | 33 | +28  | Primera ronda de la Liga Europa              |
| 3    | Metalurg         | 59   | 33 | 16 | 11 | 6  | 48 | 29 | +19  | Primera ronda de la Liga Europa              |
| 4    | Shkëndija        | 57   | 33 | 16 | 9  | 8  | 53 | 32 | +21  | Primera ronda de la Liga Europa              |
| 5    | Vardar           | 56   | 33 | 15 | 11 | 7  | 55 | 32 | +23  |                                              |
| 6    | Pelister         | 52   | 33 | 14 | 10 | 9  | 40 | 40 | 0    |                                              |
| 7    | Bregalnica Shtip | 44   | 33 | 11 | 11 | 11 | 34 | 34 | 0    |                                              |
| 8    | Renova           | 44   | 33 | 10 | 14 | 9  | 42 | 46 | −4   |                                              |
| 9    | Gorno Lisiche    | 39   | 33 | 9  | 12 | 12 | 34 | 37 | −3   | Descenso a Segunda Liga de Macedonia         |
| 10   | Makedonija GP    | 32   | 33 | 9  | 5  | 19 | 40 | 56 | −16  | Descenso a Segunda Liga de Macedonia         |
| 11   | Napredok         | 18   | 33 | 3  | 9  | 21 | 27 | 75 | −48  | Descenso a Segunda Liga de Macedonia         |
| 12   | Gostivar         | 15   | 33 | 3  | 6  | 24 | 19 | 70 | −51  | Descenso a Segunda Liga de Macedonia         |

Actualizado a los partidos jugados el 18 de mayo de 2014.
 Fuente: Soccerway
Notas:
1. ↑  Tras ganar la Copa de Macedonia, el Rabotnichki obtiene una plaza para participar en la Liga Europa 2014-15, pero, al encontrarse este equipo clasificado a través de su posición de Liga para disputar la Liga de Campeones, la plaza obtenida a través de la Copa recae sobre el cuarto clasificado.

## Resultados cruzados
| Local \ Visitante | BRE | EGL | GOS | MAK | MET | NAP | PEL | RAB | REN | SKE | TUR | VAR |
| ----------------- | --- | --- | --- | --- | --- | --- | --- | --- | --- | --- | --- | --- |
| Bregalnica Shtip  | —   | 1–1 | 2–1 | 0–0 | 0–0 | 2–2 | 3–0 | 1–1 | 0–0 | 1–1 | 2–0 | 1–1 |
| Gorno Lisiche     | 0–3 | —   | 2–2 | 1–0 | 0–0 | 2–0 | 2–2 | 1–0 | 1–2 | 2–1 | 0–2 | 2–2 |
| Gostivar          | 0–1 | 0–2 | —   | 0–1 | 3–1 | 0–0 | 1–1 | 2–0 | 1–1 | 0–0 | 0–1 | 1–2 |
| Makedonija GP     | 3–0 | 0–1 | 4–0 | —   | 1–1 | 3–1 | 0–0 | 2–3 | 2–1 | 0–0 | 2–1 | 1–3 |
| Metalurg          | 1–2 | 2–1 | 4–0 | 1–0 | —   | 0–0 | 2–4 | 0–0 | 1–0 | 2–0 | 1–0 | 3–0 |
| Napredok          | 0–2 | 1–1 | 3–0 | 2–1 | 0–2 | —   | 2–2 | 1–3 | 1–1 | 0–0 | 2–2 | 0–1 |
| Pelister          | 1–0 | 1–0 | 1–0 | 2–1 | 2–2 | 4–0 | —   | 1–0 | 0–4 | 1–0 | 0–0 | 1–2 |
| Rabotnichki       | 3–0 | 2–2 | 2–0 | 1–0 | 1–1 | 4–3 | 4–0 | —   | 0–0 | 5–0 | 5–3 | 2–1 |
| Renova            | 3–1 | 0–0 | 3–0 | 2–1 | 1–1 | 2–0 | 1–2 | 1–1 | —   | 1–3 | 4–2 | 0–0 |
| Shkëndija         | 2–0 | 0–3 | 4–0 | 3–0 | 0–0 | 3–2 | 0–0 | 2–2 | 0–0 | —   | 0–3 | 3–1 |
| Horizont Turnovo  | 3–1 | 1–1 | 5–1 | 5–1 | 0–0 | 4–0 | 0–2 | 3–0 | 4–0 | 3–1 | —   | 2–0 |
| Vardar            | 1–0 | 2–0 | 4–0 | 4–1 | 3–0 | 3–0 | 1–1 | 1–1 | 1–1 | 0–0 | 1–1 | —   |

| Local \ Visitante | BRE | EGL | GOS | MAK | MET | NAP | PEL | RAB | REN | SKE | TUR | VAR |
| ----------------- | --- | --- | --- | --- | --- | --- | --- | --- | --- | --- | --- | --- |
| Bregalnica Shtip  | —   | —   | 3–0 | 1–2 | 0–1 | —   | —   | —   | —   | —   | 1–0 | 0–0 |
| Gorno Lisiche     | 0–0 | —   | 1–1 | 3–1 | —   | 4–1 | —   | —   | —   | 0–2 | —   | —   |
| Gostivar          | —   | —   | —   | —   | 1–5 | 2–3 | —   | —   | —   | 0–3 | 1–2 | 0–2 |
| Makedonija GP     | —   | —   | 2–1 | —   | 1–3 | —   | —   | —   | —   | 1–3 | 1–2 | 2–2 |
| Metalurg          | —   | 1–0 | —   | —   | —   | 2–0 | 3–1 | —   | 2–2 | 1–2 | 1–2 | 2–1 |
| Napredok          | 1–3 | —   | —   | 1–3 | —   | —   | 1–3 | 0–2 | 0–0 | —   | —   | —   |
| Pelister          | 1–1 | 1–0 | 2–0 | 2–1 | 1–3 | —   | —   | 1–2 | —   | —   | —   | —   |
| Rabotnichki       | 4–0 | 2–0 | 3–0 | 2–0 | 1–2 | —   | —   | —   | —   | —   | —   | 3–1 |
| Renova            | 1–0 | 1–1 | 0–1 | 4–2 | —   | —   | 2–1 | 2–6 | —   | —   | —   | —   |
| Shkëndija         | 0–2 | —   | —   | —   | —   | 4–0 | 4–0 | 3–1 | 5–0 | —   | —   | —   |
| Horizont Turnovo  | —   | 2–0 | —   | —   | —   | 4–0 | 1–0 | 1–0 | 1–1 | 0–2 | —   | —   |
| Vardar            | —   | 1–0 | —   | —   | —   | 6–0 | 0–0 | —   | 5–1 | 1–2 | 2–1 | —   |

## Máximos goleadores
| Pos. | Jugador              | Club               | Goles |
| ---- | -------------------- | ------------------ | ----- |
| 1    | Dejan Blazhevski     | Turnovo            | 19    |
| 2    | Borche Manevski      | Rabotnichki        | 17    |
| 3    | Muzafer Ejupi        | Turnovo            | 15    |
| 4    | Stênio Júnior        | Pelister Shkëndija | 13    |
| 4    | Krste Velkoski       | Rabotnichki        | 13    |
| 6    | Ermedin Adem         | Makedonija GP      | 11    |
| 7    | Vladimir Mojsovski   | Napredok           | 10    |
| 7    | Aco Stojkov          | Vardar             | 10    |
| 7    | Dimitar Vodenicharov | Pelister           | 10    |
| 7    | Bojan Vručina        | Shkëndija          | 10    |